# Cole Fotheringham
Cole Fotheringham (San Clemente, 11 ottobre 1997) è un giocatore di football americano statunitense che milita nel ruolo di tight end con i New England Patriots della National Football League (NFL). Al college ha giocato per l'Università dello Utah.

## Carriera universitaria
Fotheringham, originario di San Clemente in California, si mise in evidenza nel football giocando da tight end nella locale San Clemente High School dove praticò anche pallacanestro ed atletica. Valutato come un prospetto medio-alto (tre stelle su cinque) per il college football, nel 2016 si iscrisse all'Università dello Utah ma la sua esperienza nel football di college iniziò solo due anni dopo in quanto fece il missionario per la Chiesa di Gesù Cristo dei santi degli ultimi giorni in Nicaragua. Solo dal 2018 giocò con gli Utah Utes che militano nella Pacific-12 Conference (Pac-12) della Divisione I della Football Bowl Subdivision (FBS) della NCAA.
Tight end classico, con ottime doti difensive più che da ricevitore, Fotheringham si mise in evidenza da subito anche con gli Utos, giocando nove partite da titolare alla sua prima stagione e diventando titolare fisso dal 2019.
Il 13 dicembre 2021, prima dell'ultima partita stagionale in programma - il Rose Bowl contro l'Ohio State - Fotheringham annunciò tramite i suoi social media che avrebbe rinunciato all'ultimo anno a sua disposizione per giocare nel college per passare tra i professionisti. Complessivamente Fotheringham giocò 47 partite in carriera con gli Utos di cui 38 da titolare collezionando 52 ricezioni per 526 yard e 3 touchdown.
Statistiche al college
| Stagione | Stagione | Stagione   | Stagione   | Stagione | Stagione | Ricezioni | Ricezioni | Ricezioni | Ricezioni | Ricezioni |
| Anno     | Squadra  | Campionato | Conference | P        | PT       | Ric       | Yard      | Media     | Lung      | TD        |
| -------- | -------- | ---------- | ---------- | -------- | -------- | --------- | --------- | --------- | --------- | --------- |
| 2018     | Utah     | FBS Div. I | Pac-12     | 14       | 9        | 17        | 190       | 11,2      | 40        | 2         |
| 2019     | Utah     | FBS Div. I | Pac-12     | 14       | 14       | 16        | 156       | 9,8       | 16        | 1         |
| 2020     | Utah     | FBS Div. I | Pac-12     | 5        | 5        | 4         | 52        | 13,0      | 16        | 0         |
| 2021     | Utah     | FBS Div. I | Pac-12     | 14       | 10       | 15        | 128       | 8,5       | 13        | 0         |
| Totale   | Totale   | Totale     | Totale     | 47       | 38       | 52        | 526       | 10,1      | 40        | 3         |

Fonte: Football Database
In grassetto i record personali in carriera

## Carriera professionistica

### Las Vegas Raiders
Fotheringham non fu scelto nel corso del Draft NFL 2022 e il 12 maggio 2022 firmò da undrafted free agent con i Las Vegas Raiders un contratto annuale per 207.000 dollari.
Il 30 agosto 2022 Fotheringham non rientrò nel roster attivo e fu svincolato dai Raiders per poi firmare il giorno successivo con la squadra di allenamento, dove rimase per tutta la stagione.
Il 9 gennaio 2023 firmò da riserva/contratto futuro per un altro anno a 750.000 dollari.
Fotheringam, al termine della fase di preparazione alla nuova stagione, non riuscì a rientrare nel roster attivo dei Raiders e il 29 agosto 2023 fu svincolato per poi essere aggiunto alla squadra di allenamento il giorno dopo.
Fece il suo debutto da professionista il 25 dicembre 2023, nella vittoria 20-14 del sedicesimo turno contro i campioni in carica dei Kansas City Chiefs: elevato nel roster attivo per la partita, giocò 19 snap in attacco e otto negli special team, facendo la sua prima ricezione da 6 yard, per poi essere rispostato in squadra di allenamento due giorni dopo. Fu nuovamente elevato nel roster attivo per la gara successiva, la sconfitta 20-23 contro gli Indianapolis Colts, dove giocò cinque snap prima di subire un infortunio al tendine del ginocchio. Il 2 gennaio 2024 fu spostato in lista infortunati, concludendo la sua stagione con due presenze, 21 snap giocati e una ricezione.
L'8 gennaio 2024 firmò da riserva/contratto futuro. Prima dell'avvio della stagione 2024 non rientrò nel roster attivo iniziale dei Raiders e il 27 agosto 2024 fu svincolato.

### Houston Texans
Il 29 agosto 2024 Fotheringham firmò con la squadra di allenamento degli Houston Texans. Il 9 settembre 2024 fu svincolato.

### Las Vegas Raiders (2° periodo)
Il 1º ottobre 2024 Fotheringham ritornò con i Raiders firmando con la squadra di allenamento. Il 17 dicembre 2024 fu svincolato.

### Denver Broncos
Il 12 maggio 2025, dopo aver partecipato ad uno stage di allenamento con la squadra, Fotheringam firmò con i Denver Broncos. Fu svincolato il 3 giugno successivo, con indicazione di un non meglio precisato infortunio.

### New England Patriots
Il 30 luglio 2025 Fotheringam firmò con i New England Patriots, segno che aveva superato i problemi fisici legati all'infortunio, candidandosi come tight end di riserva nell'attacco della squadra di Boston.

## Statistiche

### Stagione regolare
| Stagione | Stagione | Stagione | Stagione | Ricezioni                 | Ricezioni                 | Ricezioni                 | Ricezioni                 | Ricezioni                 |     | Fumble | Fumble |
| Anno     | Squadra  | P        | PT       | Ricezioni                 | Ricezioni                 | Ricezioni                 | Ricezioni                 | Ricezioni                 |     | Fumble | Fumble |
| Anno     | Squadra  | P        | PT       | Ric                       | Yard                      | Media                     | Max                       | TD                        | Fum | Persi  |        |
| -------- | -------- | -------- | -------- | ------------------------- | ------------------------- | ------------------------- | ------------------------- | ------------------------- | --- | ------ | ------ |
| 2022     | LV       | 0        | 0        | in squadra di allenamento | in squadra di allenamento | in squadra di allenamento | in squadra di allenamento | in squadra di allenamento | -   | -      |        |
| 2023     | LV       | 2        | 0        | 1                         | 6                         | 6,0                       | 6                         | 0                         | 0   | 0      |        |
| 2024     | LV       | 0        | 0        | in squadra di allenamento | in squadra di allenamento | in squadra di allenamento | in squadra di allenamento | in squadra di allenamento | -   | -      |        |
| Totale   | Totale   | 2        | 0        | 1                         | 6                         | 6,0                       | 6                         | 0                         | 0   | 0      |        |

Fonte: Football Database
Statistiche aggiornate alla stagione 2024